# Burg Niederschlitz
Die Burg Niederschlitz, auch Unterschlitz oder volkstümlich Burgscheidel genannt, ist eine abgegangene Turmhügelburg (Motte) bei der Stadt Schlitz im Vogelsbergkreis in Hessen.
Mit Vorderburg, Hinterburg mit Hinterturm, Ottoburg, die alle eingebunden in die Stadtmauer die mittelalterliche Stadtbefestigung von Schlitz bildeten, mit der Schachtenburg, dem etwas außerhalb gelegenen Schloss Hallenburg und der Ruine der Seeburg befinden sich gleich sieben Burgen in und im Umkreis der Stadt Schlitz.

## Lage
Der Burgstall befindet sich etwa 900 Meter nordöstlich unterhalb der Altstadt der Stadt Schlitz nicht weit vom inzwischen stillgelegten Bahnhof entfernt.

## Geschichte
Vermutlich wurde die kleine Turmburg im 12. Jahrhundert von den Herren von Schlitz als Sperrriegel an der alten Hersfelder Landstraße erbaut. Die Burg wurde 1261 im Zuge einer Stiftsfehde gegen Abt Heinrich von Hersfeld und Graf Gottfried von Ziegenhain von Fuldaer Abt Bertho von Leibolz zerstört und nicht wieder aufgebaut.
Ein abgeflachter 1,5 Meter hoher Burghügel mit einem Durchmesser von 50 Metern mit einem später errichteten Steinmonolith zeugt noch von der ehemaligen Burg, deren von der Schlitz gespeiste Wassergräben vollständig verfüllt sind.